# Шпанија на Европском првенству у атлетици у дворани 1972.
Шпанија је учествовала на 3. Европском првенству у атлетици у дворани 1972. одржаном  11. и 12. марта 1972. године у Палати спортова у Греноблу, Француска. У трећем учешћу на европским првенствима у дворани репрезентацију Шпаније представљало је 5 спортиста (5 м и 0 ж) који су се такмичили у 5. дисциплина.
На овом првенству Шпанија није освојила ниједну медаљу, али су 3 атлетичара оборили националне рекорде у дворани.
У табели успешности (према броју и пласману такмичара који су учествовали у финалним такмичењима (првих 8 такмичара)) Шпанија је са пет учесником у финалу делила 8. место за Мађарском са 20 бодова. од 23 земље које су имале представнике у финалу, односно све су имале представнике у финалу.
| Плас. | Земља   | 1. место | 2. место | 3. место | 4. место | 5. место | 6. место | 7. место | 8. место | Бр. финал. - Бод. |
| ----- | ------- | -------- | -------- | -------- | -------- | -------- | -------- | -------- | -------- | ----------------- |
| =8.   | Шпанија | −        | −        | −        | 2 − 10   | 1 − 4    | 2 − 6    | −        | −        | 5 − 20            |

## Учесници
| Бр. | Дисциплина  | Мушкарци        | Жене | Укупно |
| --- | ----------- | --------------- | ---- | ------ |
| 1.  | 50 м        | Мануел Карбаљо  |      | 1      |
| 2.  | 400 м       | Алфонсо Габерне |      | 1      |
| 3.  | 800 м       | Мануел Гајосо   |      | 2      |
| 4.  | 1.500 м     | Хуан Бораз      |      | 1      |
| 5.  | Скок мотком | Игнасио Сола    |      | 1      |
|     | Укупно (5)  | 5               | 0    | 5      |

## Резултати

### Мушкарци
| Атлетичар       | Дисциплина  | Лични рекорд | Квалификације | Квалификације | Полуфинале    | Полуфинале | Финале   | Финале | Детаљи |
| Атлетичар       | Дисциплина  | Лични рекорд | Резултат      | Место         | Резултат      | Место      | Резултат | Место  | Детаљи |
| --------------- | ----------- | ------------ | ------------- | ------------- | ------------- | ---------- | -------- | ------ | ------ |
| Мануел Карбаљо  | 50 м        |              | 5,92 КВ, НДд  | 2. у гр. 1    | 5,90 КВ, НДд  | 3. у пф. 2 | 6,28     | 6./15  |        |
| Алфонсо Габерне | 400 м       |              | 47,81 КВ, НДд | 1. у гр. 1    | 47,63 КВ, НДд | 2. у пф. 1 | 47,66    | 4./9   |        |
| Мануел Гајосо   | 800 м       |              | 1:50,15 НДд   | 2 у гр. 2 КВ  |               |            | 1:52,15  | 6./ 9  |        |
| Хуан Бораз      | 1.500 м     |              |               |               |               |            | 3:47,16  | 4./8   |        |
| Игнасио Сола    | скок мотком | 5,00         | 5,00          | 5./10 (12)    |               |            |          |        |        |

## Биланс медаља Шпаније после 3. Европског првенства у дворани 1970—1972.
|     | ЕП     |   |   |   |   | УП |
| 1.  | 1970.  | 0 | 1 | 2 | 3 | 9  |
| 2.  | 1971.  | 0 | 0 | 0 | 0 | 12 |
| 3.  | 1972.  | 0 | 0 | 0 | 0 | 12 |
| 1—3 | Укупно | 0 | 1 | 2 | 3 | 12 |
| --- | ------ | - | - | - | - | -- |

|                                        | Атлетичар                              | Земља                                  |                                        |                                        |                                        |                                        |
| Није било вишеструких освајача медаља. | Није било вишеструких освајача медаља. | Није било вишеструких освајача медаља. | Није било вишеструких освајача медаља. | Није било вишеструких освајача медаља. | Није било вишеструких освајача медаља. | Није било вишеструких освајача медаља. |
| -------------------------------------- | -------------------------------------- | -------------------------------------- | -------------------------------------- | -------------------------------------- | -------------------------------------- | -------------------------------------- |

## Шпански освајачи медаља после 3. Европског првенства 1970—1972.
|    | Атлетичар/ка            | м  | ж | ЕП       | Дисциплина |   |   |   |   |
| -- | ----------------------- | -- | - | -------- | ---------- | - | - | - | - |
| 1. | Хуан Бороз              | м  |   | 1970.    | 800 м      |   |   |   |   |
| 2. | Хавијер Алварез Салгадо | м  |   | 1970.    | 3.000 м    |   |   |   |   |
| 3. | Рафаел Бланкер          | [м |   | 1970.    | скок удаљ  |   |   |   | 3 |
|    | Укупно                  | 3  | 0 | 1970—71. |            | 0 | 1 | 2 | 3 |